# 萧敌烈 (彰国军节度使)
蕭敵烈，辽朝中期契丹族将领。
辽穆宗时，蕭敵烈为彰国军节度使。当时辽朝联合支援北汉，进攻后周。应历四年（954年）春，辽国和北汉联军在高平之战被周世宗击败，五月，忻州、代州背弃北汉投降后周，蕭敵烈奉命和太保许以赟率军支援北汉，十一月，平定忻、代二州。